# Préférences lexicographiques
Dans la théorie du consommateur, les préférences lexicographiques sont des préférences pour des complexes ou paniers de biens où le consommateur regarde en priorité la quantité d’un bien et seulement en cas de même préférence il considère la quantité des autres biens. Comme pour l’ordre alphabétique des noms dans un dictionnaire, on regarde la première lettre: bateau vient avant cartable et couteau mais après armoire (a avant b et c); cartable vient avant couteau (même première lettre (c) mais a vient avant o).
Soient les paniers {\displaystyle \{3,1\},\{4,0\},\{3,2\}} où le premier élément représente les biens alimentaires et le deuxième les biens de luxe. Un homme affamé préfère le deuxième panier (4 > 3). Le troisième panier est en deuxième position car pour une même quantité de biens alimentaires (3), il contient 2 unités de biens de luxe au lieu de 1.
Formellement, soit {\displaystyle x^{1}=\{q_{1}^{1},q_{2}^{1}\}}   et   {\displaystyle x^{2}=\{q_{1}^{2},q_{2}^{2}\}}   deux complexes composés des biens   {\displaystyle q_{1}}   et   {\displaystyle q_{2}}. Le complexe {\displaystyle x^{1}}   est préféré au complexe   {\displaystyle x^{2}\quad (x^{1}\succ x^{2})}   si   {\displaystyle q_{1}^{1}>q_{1}^{2}}   ou bien   {\displaystyle q_{1}^{1}=q_{1}^{2}}   et   {\displaystyle q_{2}^{1}>q_{2}^{2}}.
On donne souvent l’exemple de l’alcoolique où {\displaystyle q_{1}} est l’alcool. Dans les recherches empiriques, on teste ce type de préférences pour des problèmes d’environnement ou de questions sociales.
Le deuxième principe de justice de John Rawls (ou maximin) implique aussi des préférences lexicographiques. Ce philosophe propose de préférer le cas où l’individu le moins favorisé est le mieux traité. En cas d’égalité entre deux cas, prendre le deuxième individu le moins favorisé.
Entre deux régimes économiques, ce principe implique qu’il faut choisir celui où l’individu le plus pauvre est le plus favorisé.
Les préférences lexicographiques ne peuvent pas être représentées par une fonction d’utilité. La condition de continuité n’est pas satisfaite. En effet, soient les deux complexes  {\displaystyle x^{n}=\{1+{\frac {1}{n}},1\}}  et   {\displaystyle x^{o}=\{1,3\}}. Pour tout  {\displaystyle n>0}, {\displaystyle x^{n}\succ x^{o}}   mais à la limite lorsque {\displaystyle n\to \infty } ,  {\displaystyle x^{o}\succ x^{n}}.